# Паламон Тиваидски
Преподобни Паламон Тиваидски († 330. ) хришћански светитељ и пустињак, учитељ светог Пахомија Великог.
Почетком 4. века постао је духовник и ментор младог подвижника, будућег оснивача ценобитског монаштва у Египту, светог Пахомија Великог. Када је Пахомије дошао код аве Паламона, он га је у почетку одбио сматрајући га премладим (око 22 године) за тежак, пустињски живот, али је Пахомије инсистирао, обећавајући непоколебљиву послушност. Старац је прихватио Пахомија и уз строгу обуку припремио га за искушења пустињског живота.
После 10 година живота у пустињи, по Божјем налогу, заједно су саградили монашки конак у Тавенисију. Паламон је благословио Пахомија да живи одвојено, али се Пахомије руководио његовим упутствима све до смрти старешине.
Непосредно пре своје смрти, Паламон је благословио почетак оснивања манастира Тавениса и предвидео његову будућу славу.
Православна црква га помиње 25.(12.) августа.